# Calathea pilosa
Calathea pilosa är en strimbladsväxtart som beskrevs av Henry Hurd Rusby. Calathea pilosa ingår i släktet Calathea och familjen strimbladsväxter. Inga underarter finns listade.